# Lipa (powiat przemyski)
Lipa – wieś w Polsce położona w województwie podkarpackim, w powiecie przemyskim, w gminie Bircza. Leży na Pogórzu Przemyskim, nad potokiem Lipka dopływem Stupnicy.
We wsi znajduje się drewniana cerkiew pod wezwaniem Św. Paraskewii, zbudowana w latach 1830–1843, odnowiona w 1919. Po wojnie użytkowana była przez rzymskich katolików, do czasu zbudowania nowego kościoła, którego budowę rozpoczęto w roku 1999. Samodzielna parafia pw. Wniebowstąpienia Pańskiego w Lipie została erygowana w roku 1970 i należy do dekanatu Bircza. Posiada kościoły filialne w Malawie i Brzeżawie.

## Historia
Wieś powstała na początku XV wieku, założona na prawie wołoskim. Pierwsza wzmianka o Lipie - własności Kmitów, pochodzi z 1436.
W 1437 kupili ją Łukasz i Iwanko bracia z Birczy. 
W 1447 r., Lipę kupił Jerzy Matiaszowicz Gozdawita, pan na Humniskach, Birczy i Zboiskach, protoplasta rodu Humnickich i Bireckich. Od tego czasu, wieś należała do klucza bireckiego. W XIX wieku dziedzicem Lipy został Franciszek Zaręba.

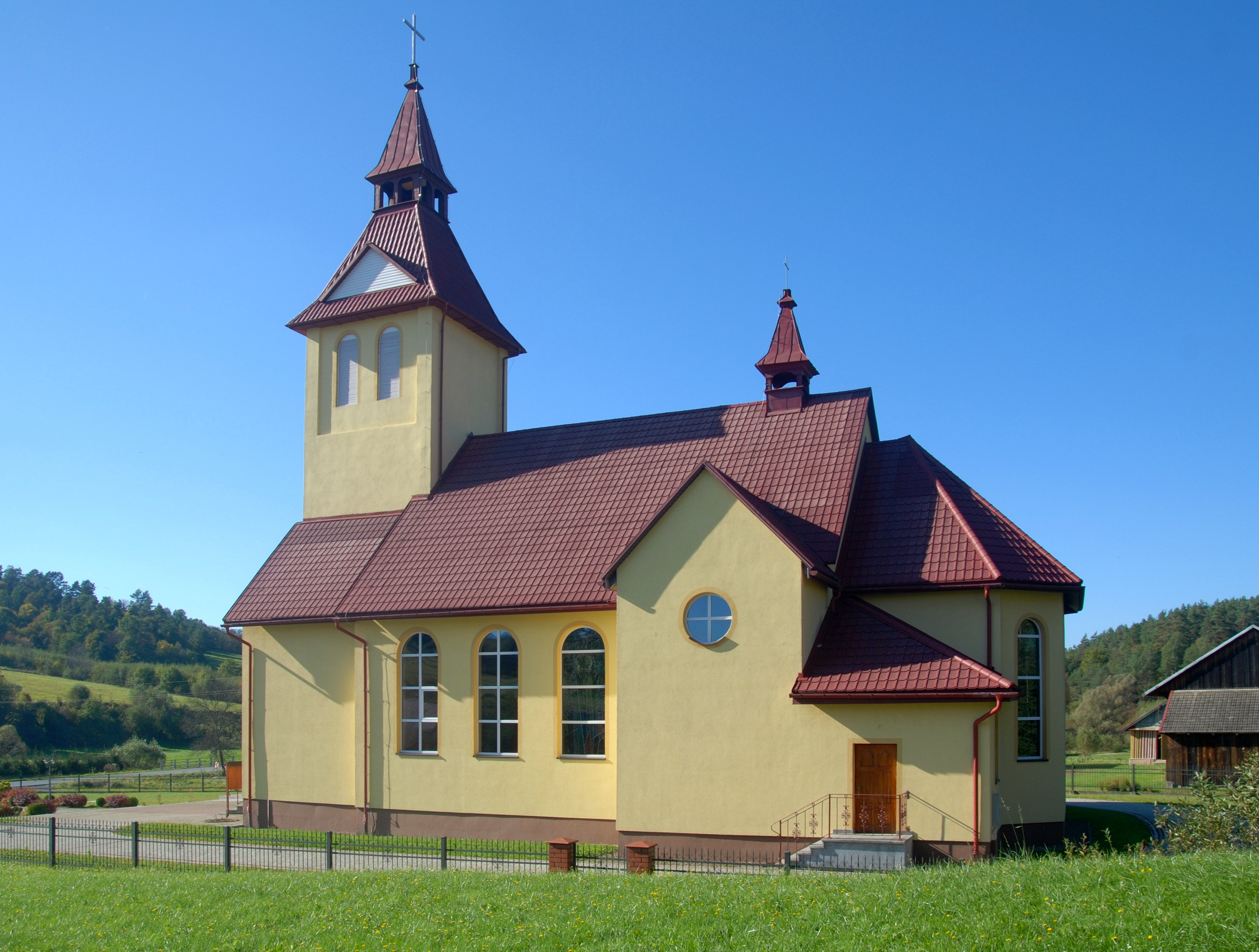
Kościół parafialny

W roku 1443 wzmiankowany jest Sirodor knyasz de Lippa.
W połowie XIX wieku właścicielami posiadłości tabularnej w Lipie Dolnej i Górnej byli Franciszek Kozłowski i Franciszek Zaremba.
Pod koniec XIX poszczególne domy nosiły nazwę Kopanie.
Przed II wojną światową Lipa składała się z wielu przysiółków: Lipa Dolna, Lipa Górna, Morochów, Kuzie, Kopań (Kopania), Podwoludzka, Capura (Capora), Leców, Przesada (Przysada), Grabowiec, Mazury, Kiczary, Lackie.
Do istniejącej tu przed II wojną światową parafii greckokatolickiej należały również miejscowości : Brzeżawa (do 1930), Jawornik Ruski (do 1843), Malawa, Dobrzanka. 
W II Rzeczypospolitej wieś położona powiecie dobromilskim województwa lwowskiego. W 1945 nacjonaliści ukraińscy z OUN-UPA zamordowali tu 10 Polaków i 1 Ukrainkę.
W latach 1975–1998 miejscowość należała administracyjnie do województwa przemyskiego.

### Lipa w roku1929
- Właściciele ziemscy: Kozłowski Flor. i Aleks. (383 ha)
- Kowal: Chamulak S.
- Młyn wodny: Pielech J.
- Szewc: Charog Ch.
- Tartak wodny: Pielech J.
- Tytoniowe wyroby: Fleischer E., Schiff, Szacki W.
- Wyszynk trunków: Steppel B.

### Demografia[12]
- 1785 - 404 grekokatolików, 95 rzymskich katolików, 16 żydów
- 1840 - 809 grekokatolików
- 1859 - 785 grekokatolików
- 1879 - 986 grekokatolików
- 1899 - 1271 grekokatolików
- 1926 - 1340 grekokatolików
- 1929 - 1647 mieszkańców
- 1938 - 1417 grekokatolików, 236 rzymskich katolików, 29 żydów i 12 zielonoświątkowców
- 1997 - 312 osób
- 2006 - 321 osób